# Avemetatarsalia
Avemetatarsalia („ptačí metatarzály“) jsou velmi rozšířenou skupinou vývojově vyspělých sauropsidů - archosaurů, v současnosti reprezentovanou pouze ptáky. Většina vývojových skupin tohoto kladu však již dávno vyhynula, zejména pak všichni neptačí dinosauři.

## Historie
Název kladu vytvořil v roce 1999 britský paleontolog Michael J. Benton.
V roce 2001 dostal stejný klad alternativní název Panaves (z lat. "veškeří ptáci"), se kterým přišel paleontolog Jacques Gauthier. Tento klad je také synomymem termínu Ornithodira.
Navzdory rozšířenému názoru nebyli populární dinosauři a ptakoještěři zástupci skupiny šupinatých, nepatřili tedy mezi ještěry ani jejich blízké příbuzné. Dinosauři i ptakoještěři byli zástupci kladu Archosauria, nikoliv Lepidosauria a spadají do kladu Avemetatarsalia (či Ornithodira).
Mezi historicky významné zástupce této skupiny patří například pozdně triasový druh Scleromochlus taylori, známý ze šesti fosilních exemplářů, objevených v oblasti Elgin ve Skotsku a formálně popsaný již roku 1907. Podle nových výzkumů se jedná nepochybně o bazálního zástupce skupiny Avemetatarsalia a má vývojovou vazbu na předky ptakoještěrů (jako zástupce kladů Pterosauromorpha a Lagerpetidae).

## Rozměry
Největšími známými zástupci této skupiny jsou druhohorní sauropodní dinosauři, jejichž délka se mohla pohybovat až kolem 40 metrů.